# Серкл (Аляска)
Серкл (англ. Circle, гвичин: Danzhit Khaiinląįį) — статистически обособленная местность в зоне переписи населения Юкон-Коюкук, штат Аляска, США. По данным переписи 2000 года население составляет 100 человек. Серкл является местом действия части произведения Джека Лондона «Время-не-ждёт».

## История
Серкл был основан в 1893 году, когда было найдено золото на реке Берч-Крик, и использовался как разгрузочный пункт для товаров, отправляемых вверх по реке Юкон от Берингова моря. Эти товары рассылались отсюда по всем окрестным лагерям старателей. В 1896 году, до начала золотой лихорадки на Клондайке, Серкл был крупнейшим населённым пунктом старателей на Юконе с населением 700 человек. Здесь был магазин, несколько танцплощадок, опера, библиотека, школа, больница, епископальная церковь и др.
После того, как золото было найдено на Клондайке (1897 год) и в Номе (1899 год), большая часть населения покинули Серкл.

## География
По данным Бюро переписи населения США площадь населённого пункта составляет 280,3 км², из них суша составляет 278,9 км², а водные поверхности — 1,4 км². Расположен примерно в 260 км к северо-востоку от Фэрбанкса.
Серкл был назван золотодобытчиками в конце XIX столетия, которые полагали, что населённый пункт находится на Полярном круге. На самом деле Северный полярный круг (англ. Arctic Circle) находится примерно в 80 км севернее.

## Население
По данным переписи 2000 года население статистически обособленной местности составляло 100 человек. Расовый состав: коренные американцы — 76,0 %; белые — 14,0 %; представители других рас — 1,0 %; представители более двух рас — 9,0 %.
Доля лиц в возрасте младше 18 лет — 29 %; от 18 до 24 лет — 10 %; от 25 до 44 лет — 27 %; от 45 до 64 лет — 30 % и лиц старше 65 лет — 4 %. Средний возраст населения — 34 года. На каждые 100 женщин приходится 100 мужчин; на каждые 100 женщин в возрасте старше 18 лет — 115,2 мужчин.
Из 34 домашних хозяйств в 29,4 % — воспитывали детей в возрасте до 18 лет, 11,8 % представляли собой совместно проживающие супружеские пары, в 32,4 % семей женщины проживали без мужей, 32,4 % не имели семьи. 23,5 % от общего числа семей на момент переписи жили самостоятельно, при этом 5,9 % составили одинокие пожилые люди в возрасте 65 лет и старше. В среднем домашнее хозяйство ведут 2,94 человек, а средний размер семьи — 3,48 человек.
Средний доход на совместное хозяйство — $11 667; средний доход на семью — $11 250. Средний доход на душу населения — $6426.

## Достопримечательности
Серкл является одним из контрольных пунктов в международных гонках на собачьих упряжках Юкон Квест, которые проводятся каждый февраль между Фэрбанксом и канадским Уайтхорсом.